# Mitgiftmord
Als Mitgiftmord wird ein Verbrechen bezeichnet, bei dem Ehefrauen beziehungsweise Schwiegertöchter bei unzureichender Mitgift ermordet werden. Besonders häufig geschieht dies in Indien sowie in Pakistan und Bangladesch.
Sehr häufig ist die Brautverbrennung, die in der Regel als Küchenunfall getarnt wird, jedoch werden Frauen auch vergiftet oder sind vermeintlich bei einer Operation gestorben. Gedeckt werden die Morde durch korrupte Polizisten, bestechliches Krankenhauspersonal und gefälschte Sterbeurkunden. Laut indischem Amt für Kriminalitätsstatistik wurden 2012 in Indien offiziell 8233 Mitgiftmorde registriert. In ihrer Publikation „Indiens verdrängte Wahrheit“ sprechen die beiden Journalisten Georg Blume und Christoph Hein jedoch inzwischen von jährlich hunderttausenden Brautverbrennungen. Die allermeisten werden mit Kerosin übergossen und angezündet. Die Strafverfolgung läuft schleppend, und es werden weniger als 10 % der Fälle überhaupt nur untersucht.
In Indien werden Mitgiftmorde durch den Central Government Act „Section 304B in The Indian Penal Code“ definiert: Bei allen Frauen, die in den ersten 7 Jahren der Ehe nach einem Streit eines unnatürlichen Todes sterben, wird der Mann als Mörder angeklagt. Die Gründe für die Mitgiftmorde in Indien werden in der materialistisch eingestellten aufstrebenden Mittelschicht gesucht. Zum Teil wird die Forderung der Mitgift nach der Heirat nachträglich erhöht oder der Ehemann versucht, durch erneute Heirat an eine weitere Mitgift zu gelangen. Scheidungen passieren in der indischen Gesellschaft sehr selten, da diese als beschämend empfunden werden. Rechtlich verbietet der 1961 in Kraft getretene Dowry Prohibition Act die Praxis der Mitgift, jedoch werden die Vergehen selten bestraft.
Die Vereinten Nationen haben in der Erklärung über die Beseitigung der Gewalt gegen Frauen Mitgiftmorde als Menschenrechtsverletzung geregelt.